# Emmanuel Drake del Castillo
Emmanuel Drake del Castillo, född den 28 december 1855 i Paris, död den 14 maj 1904 i Saint-Cyran-du-Jambot, var en fransk botaniker.
Auktorsnamnet Drake kan användas för Emmanuel Drake del Castillo i samband med ett vetenskapligt namn inom botaniken; se Wikipediaartiklar som länkar till auktorsnamnet.